# Сулукольський сільський округ (Айтекебійський район)
Сулуко́льський сільський округ (каз. Сұлукөл ауылдық округі, рос. Сулукольский сельский округ) — адміністративна одиниця у складі Айтекебійського району Актюбінської області Казахстану. Адміністративний центр та єдиний населений пункт — село Сулуколь.
Населення — 407 осіб (2021; 731 у 2009, 1162 у 1999, 889 у 1989).
Станом на 1989 рік існувала Восточна сільська рада (село Восточне) Комсомольського району.